# Célébrations (essai)
Pour les articles homonymes, voir Célébration.
Célébrations est un ensemble de courts essais écrit par Michel Tournier et publié en 1999. Une version augmentée de cet ouvrage paraît en 2000.
Dans cet ouvrage, Tournier aborde des sujets divers regroupés en six chapitres thématiques mais qui ont tous pour point commun de susciter d'une manière ou d'une autre son admiration. Cette façon de procéder en passant d'un sujet à l'autre sans souci de conserver un fil conducteur explicite rappelle Mythologies de Roland Barthes, et dans certains « texticules » comme Michel Tournier les qualifie lui-même, il construit sa réflexion sur une opposition de deux concepts, une technique qu'il avait déjà exploré de façon systématisée dans Le Miroir des idées en 1994.

## Éditions originales
- Célébrations, Paris, Mercure de France, 1999, 348 p.  (ISBN 2-7152-2143-6)
- Célébrations (version augmentée), Paris, Gallimard, coll. « Folio » no 3431, 2000, 430 p.   (ISBN 2-07-041251-2)